# Rates i ratolins del Nou Món

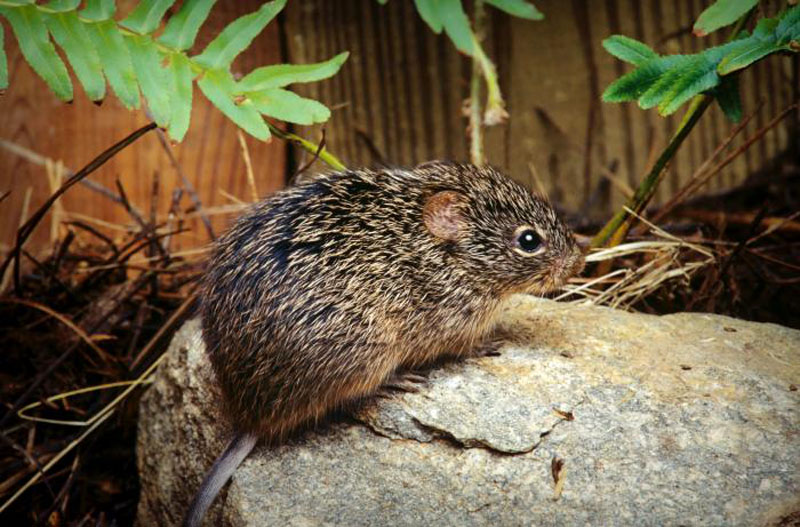
Sigmodon hispidus

Les rates i ratolins del Nou Món són un grup de rosegadors que habiten a Nord-amèrica i Amèrica del Sud. La seva aparença i història natural són extremadament diverses, abastant des del petit Baiomys fins al gran Kunsia. Constitueixen un dels pocs exemples de rosegadors muroïdeus (juntament amb els arvicolins) presents a Nord-amèrica, i l'únic exemple de rosegadors muroïdeus que s'han assentat a Amèrica del Sud. Sovint es considera que les rates i ratolins del Nou Món formen part d'una única subfamília, Sigmodontinae, però la tendència recent entre els taxonomistes muroïdeus és reconèixer tres subfamílies diferents. Aquesta proposta representa de millor manera la diversitat extrema de quantitats d'espècies i tipus ecològics.
Certs estudis filogenètics moleculars suggereixen que les rates i ratolins del Nou Món no són un grup monofilètic, però això encara ha de ser confirmat. Els seus parents més propers són clarament els hàmsters i els arvicolins.
Peromyscus, el ratolí de potes blanques, i els rosegadors sigmodontins poden ser portadors dels hantavirus que produeixen greus malalties en els humans.
Les rates i ratolins del Nou Món es divideixen en 3 subfamílies, 12 tribus, i 84 gèneres.

## Classificació
- Família Cricetidae - hàmsters, arvicolins, i rates i ratolins del Nou Món
  - Subfamília Tylomyinae
    - Otonyctomys
    - Nyctomys
    - Tylomys
    - Ototylomys

  - Subfamília Neotominae
    - Tribu Baiomyini
      - Baiomys
      - Scotinomys

    - Tribu Neotomini
      - Neotoma
      - Xenomys
      - Hodomys
      - Nelsonia

    - Tribu Ochrotomyini
      - Ochrotomys

    - Tribu Reithrodontomyini
      - Peromyscus
      - Reithrodontomys
      - Onychomys
      - Neotomodon
      - Podomys
      - Isthmomys
      - Megadontomys
      - Habromys
      - Osgoodomys

  - Subfamília Sigmodontinae
    - Rhagomys incertae sedis
    - Tribu Oryzomyini
      - Oryzomys
      - Nesoryzomys
      - Melanomys
      - Sigmodontomys
      - Nectomys
      - Amphinectomys
      - Oligoryzomys
      - Neacomys
      - Zygodontomys
      - Lundomys
      - Holochilus
      - Pseudoryzomys
      - Microakodontomys
      - Oecomys
      - Microryzomys
      - Scolomys

    - Tribu Thomasomyini
      - Chilomys
      - Abrawayaomys
      - Delomys
      - Thomasomys
      - Wilfredomys
      - Aepomys
      - Phaenomys
      - Rhipidomys

    - Tribu Wiedomyini
      - Wiedomys

    - Tribu Akodontini
      - Akodon
      - Bibimys
      - Bolomys
      - Podoxymys
      - Thalpomys
      - Abrothrix
      - Chroeomys
      - Chelemys
      - Notiomys
      - Pearsonomys
      - Geoxus
      - Blarinomys
      - Juscelinomys
      - Oxymycterus
      - Lenoxus
      - Brucepattersonius
      - Scapteromys
      - Kunsia
      - Bibimys

    - Tribu Phyllotini
      - Calomys
      - Eligmodontia
      - Andalgalomys
      - Graomys
      - Salinomys
      - Phyllotis
      - Loxodontomys
      - Auliscomys
      - Galenomys
      - Chinchillula
      - Punomys
      - Andinomys
      - Irenomys
      - Euneomys
      - Neotomys
      - Reithrodon

    - Tribu Sigmodontini
      - Sigmodon

    - Tribu Ichthyomyini
      - Neusticomys
      - Rheomys
      - Anotomys
      - Chibchanomys
      - Ichthyomys